# 香港居留權
香港居留權（英語：Right of abode in Hong Kong），又稱居港權或香港特別行政區居留權，是指在香港永久居留的權利。「居港權」一詞最先見於《中英聯合聲明》，並於1987年7月1日納入為香港法律的名詞，前身是香港入境權。

## 定義

### 《中英聯合聲明》附件一定義
《中英聯合聲明》附件一為中國政府對香港的基本方針政策，其中第十四段就居港權作出說明如下：
在香港特別行政區有居留權並有資格按香港特別行政區的法律獲得香港特別行政區政府簽發的載明此項權利的永久性居民身份證者為：
- 在香港特別行政區成立以前或以後在當地出生或通常居住連續七年以上的中國公民及其在香港以外所生的中國籍子女；
- 在香港特別行政區成立以前或以後在當地通常居住連續七年以上並以香港為永久居住地的其他人及其在香港特別行政區成立以前或以後在當地出生的未滿二十一歲的子女；
- 以及在香港特別行政區成立前只在香港有居留權的其他人。

### 《香港基本法》定義
根據《香港特別行政區基本法》（《香港基本法》）的定義，以下人士（香港特別行政區永久性居民）享有香港居留權：
1. 在香港特別行政區成立以前或以後在香港出生的中國公民；
2. 在香港特別行政區成立以前或以後在香港通常居住連續七年以上的中國公民；
3. 第(一)、(二)兩項所列居民在香港以外所生的中國籍子女；
4. 在香港特別行政區成立以前或以後持有效旅行證件進入香港、在香港通常居住連續七年以上並以香港為永久居住地的非中國籍的人；
5. 在香港特別行政區成立以前或以後第(四)項所列居民在香港所生的未滿二十一周歲的子女；
6. 第(一)至(五)項所列居民以外在香港特別行政區成立以前只在香港有居留權的人。

### 主權移交前《香港法例》定義
香港法例第115章《人民入境條例》附表1內所指明以下人士（香港永久性居民）享有香港居留權：
1. 純粹為華人血統或帶有華人血統並曾在任何時間至少連續7年通常居於香港的人。
2. 英國屬土公民且 ——
  1.  屬《1986年香港(英國國籍)令》第2條所指明與香港有關連的界別或種類的人；或
  2.  憑藉與《1981年英國國籍法》附表6所述的英國屬土(香港以外)的關連而成為英國屬土公民並曾與(a)分節所指明的人結婚的人。
3. 屬英聯邦公民並在緊接1983年1月1日之前憑藉當時有效的第8(1)(a)條享有香港入境權的人。

第8(1)(a)條在當時指香港本土人（英語：Belonger status）擁有香港入境權，香港本土人指：在緊接1983年1月1日之前——
1. 在香港出生的英籍人士；
2. 憑在香港入籍而成為英籍人士的人；
3. 根據《1948年英國國籍法（英语：British Nationality Act 1948）》第7(2)條在香港登記而成為英籍人士的人；
4. 與上述(i)、(ii)或(iii)節所述的人結婚或曾與其結婚的英籍人士，或屬上述(i)、(ii)或(iii)節所述的人的子女的英籍人士;

### 《香港法例》定義
香港法例第115章《入境條例》第2A條規定，享有香港居留權即具有以下權利：
- 在香港入境；
- 不會被施加任何逗留在香港的條件，而任何向他施加的逗留條件，均屬無效；
- 不得向他發出遞解離境令；及
- 不得向他發出遣送離境令。

同時，第2AA條規定，香港永久性居民的身分只可以持有以下文件才算確立及有效：
- 發予他的有效旅行證件，和同樣是發予他並且附貼於該旅行證件上的有效居留權證明書；
- 發予他的有效特區護照；或
- 發予他的有效永久性居民身分證。

在實際施行上，特區政府會在確定合符居港權法定條件後，立即在外國（含台灣和澳門）旅行證件上附貼居留權證明書，但對於中國籍人士（不含台灣和澳門），居留權證明書只會附貼於單程證，其他旅行證件一律不受理。

## 喪失居留權
非中國籍的香港永久性居民及會在特定情況下喪失其永久性居民身份，喪失香港永久性居民身份的人士，仍可按照法例自動保留香港入境權。
自主權移交起，非中國籍香港永久性居民在不再通常居於香港後，有連續36個月或以上不在香港即可能喪失香港居留權。非中國籍，非通常居於香港連續7年或以上並以香港為永久居住地的非中國籍的人，也非前半句人士在香港所生未滿21歲的其父或母已享有香港居留權的子女，而只在香港有居留權的人，在取得香港以外任何地方的居留權及不再通常居於香港後，有連續36個月或以上不在香港即可能喪失香港居留權。

## 居留權繼承
| 情形 | 子女出生时父母情况                                                                                 | 子女出生时父母情况                                                                                 | 子女是否 具有中国国籍 | 子女是否 具有香港居留權 | 子女国籍状态                                                  |
| 情形 | 一方                                                                                               | 另一方                                                                                             | 子女是否 具有中国国籍 | 子女是否 具有香港居留權 | 子女国籍状态                                                  |
| ---- | -------------------------------------------------------------------------------------------------- | -------------------------------------------------------------------------------------------------- | --------------------- | ----------------------- | ------------------------------------------------------------- |
| 1    | （） 出生在香港或 已在香港通常連續居住七年的 香港永久性居民中的中國公民 不具有英国永久居留权       | （）/ (香港永久性居民中的）中國公民 不具有英国永久居留权                                           | · 自动获得中国国籍    | · 具有香港居留權        | 中国公民                                                      |
| 2    | （） 出生在香港或 已在香港通常連續居住七年的 香港永久性居民中的中國公民 不具有英国永久居留权       | （） 出生在香港以外且 並未在香港通常連續居住七年的 香港永久性居民中的中國公民 不具有英国永久居留权 | · 自动获得中国国籍    | · 具有香港居留權        | 中国公民                                                      |
| 3    | （） 出生在香港以外且 並未在香港通常連續居住七年的 香港永久性居民中的中國公民 不具有英国永久居留权 | （） 出生在香港以外且 並未在香港通常連續居住七年的 香港永久性居民中的中國公民 不具有英国永久居留权 | · 自动获得中国国籍    | · 不具有香港居留權      | 中国公民                                                      |
| 4    | （） 出生在香港以外且 並未在香港通常連續居住七年的 香港永久性居民中的中國公民 不具有英国永久居留权 | 非香港居民的中国公民 不具有英国永久居留权                                                          | · 自动获得中国国籍    | · 不具有香港居留權      | 中国公民                                                      |
| 5    | （）/ （香港永久性居民中的）中國公民                                                               | （）/ （香港永久性居民中的）中國公民 同时具有 英国永久居留权                                       | · 不获得中国国籍      | · 不具有香港居留權      | 英国公民                                                      |
| 6    | （） 出生在香港或 已在香港通常連續居住七年的 香港永久性居民中的中國公民 不具有英国永久居留权       | 英国公民                                                                                           | · 存在国籍冲突        | · 具有香港居留權        | 同时成为中国公民与英国公民 法律层面上构成双重国籍，故国籍冲突 |
| 7    | （） 出生在香港以外且 並未在香港通常連續居住七年的 香港永久性居民中的中國公民 不具有英国永久居留权 | 英国公民                                                                                           | · 存在国籍冲突        | · 不具有香港居留權      | 同时成为中国公民与英国公民 法律层面上构成双重国籍，故国籍冲突 |
| 8    | （） 香港永久性居民中的中國公民 同时具有 英国永久居留权                                            | 英国公民                                                                                           | · 不获得中国国籍      | · 不具有香港居留權      | 英国公民                                                      |